# Li Shiu Tong

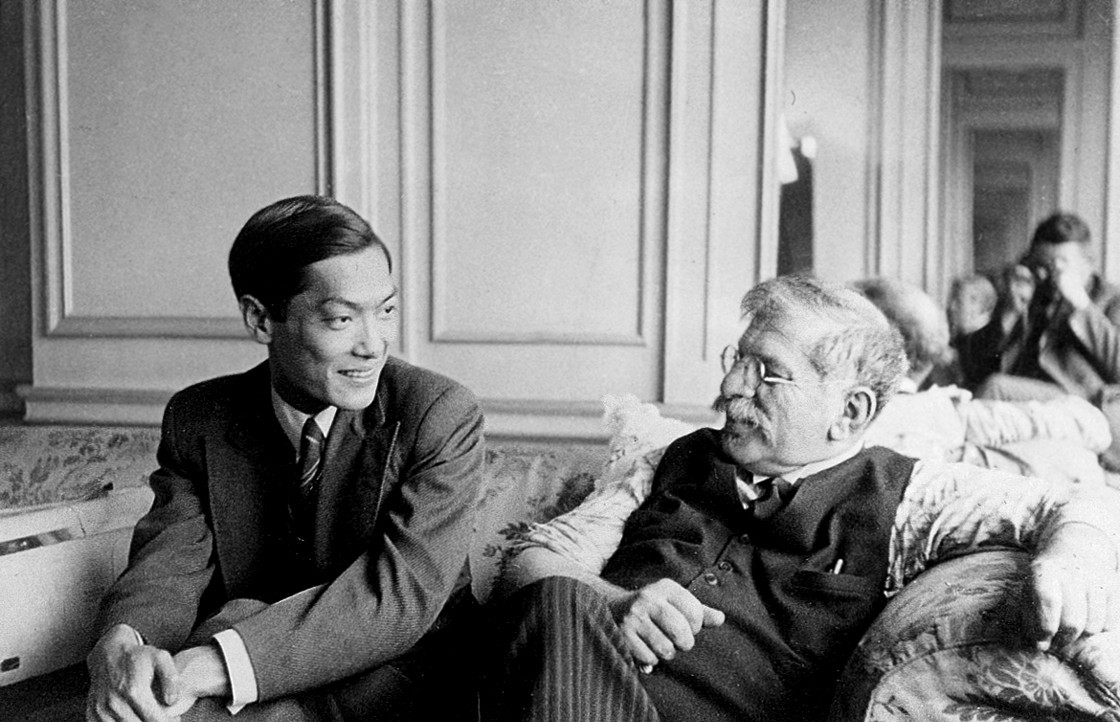
Li Shiu Tong mit Magnus Hirschfeld auf dem Kongress der Weltliga für Sexualreform in Brno 1934

Li Shiu Tong (chinesisch 李兆堂, geb. 9. Januar 1907 in Hongkong; gest. 5. Oktober 1993 in Vancouver) war ein Hongkong-chinesischer Medizinstudent, Sexualwissenschaftler und LGBT-Aktivist. Er war in den 1930er Jahren Schüler und enger Begleiter des Sexualwissenschaftlers Magnus Hirschfeld.

## Leben

### Frühes Leben
Li Shiu Tong wurde in der britischen Kronkolonie Hongkong geboren. Er war der zweite Sohn von insgesamt 22 Kindern des Bankgründers Li Wing Kwong, der bis zum Konkurs der Bank 1925 zur chinesischen Geldelite in Hong Kong gehörte. Li Shiu Tong ging vermutlich bis 1924 an der English School des St. Stephen’s College in Hong Kong zu Schule und studierte danach Medizin an der renommierten St. John’s Universität Shanghai.

### Treffen und Reisen mit Magnus Hirschfeld
Li besuchte 1931 einen Vortrag Hirschfelds in einem feministischen Club in Shanghai und bot sich anschließend als Begleiter und Übersetzer während Hirschfelds Reise durch China an. Während der gemeinsamen Reise durch China übersetzte Li in einem Treffen Hirschfelds mit dem Gesundheitsminister der Kuomintang zu den Themen Prostitution, Verhütung und Homosexualität. Sein Vater unterstützte die (Schüler-Lehrer-)Beziehung zu Hirschfeld in der Hoffnung, sein Sohn könne in China eine ähnliche Position einnehmen wie Hirschfeld in Deutschland. Später begann Hirschfeld, ihn „Tao Li“ zu nennen (auch Taoli geschrieben; Chinesisch: 桃李; wörtl. „Pfirsiche und Pflaumen“; übers. aufrechter Schüler oder Jünger), auch als Verweis auf Pfirsiche als Symbol für Homosexualität im Chinesischen. Der Kunstname etablierte sich auch in ihrem gemeinsamen Freundes- und Bekanntenkreis und wurde auch in der Presse aufgegriffen.
Li begleitete Hirschfeld bei seiner Weltreise 1931/1932 von China über die Philippinen, Indien, Ägypten und Palästina nach Griechenland. Li war trotz seines prominenten Mentors während dieser Weltreise den weithin üblichen rassistischen Ausgrenzungen aufgesetzt. So durfte er ein Schiff im US-amerikanisch besetzten Manila aufgrund des Immigration Act von 1of und des Chinese Exclusion Act nur mit einer Sondererlaubnis verlassen und wurde vom Manager eines europäischen Clubs in Shanghai am Eintritt gehindert.
In seinen hinterbliebenen Schriften äußert sich Li nicht zur damaligen politischen Lage Chinas. Auch Hirschfeld gibt in seinem Text Weltreise eines Sexualforschers keinerlei Auskunft zu Aussagen Lis diesbezüglich. Er zitiert jedoch die Meinungen verschiedener chinesischer Studierender zum herrschenden europäischen Imperialismus. Es liegt nahe, dass der Großteil dieser Zitate von Li stammen, da Hirschfeld nicht viel Zeit mit Studierenden verbrachte.

### Leben in Europa
Gemeinsam erreichten Li und Hirschfeld am 17. März 1932 Athen und kehrten damit nach Europa zurück. Hier traf Li auf Hirschfelds anderen Partner Karl Giese, der Lis Verhalten ihm gegenüber später in einem Brief als „sehr nett und freundschaftlich“ beschrieb.
Li studierte 1932 Medizin in Wien und ab 1933 in Zürich und sollte nach Beendigung des Studiums mit Hirschfeld im Institut für Sexualwissenschaft in Berlin arbeiten. Ein Aufenthalt Lis im Institut für Sexualwissenschaft ist durch Fotografien belegt. Der Aufstieg der Nationalsozialisten in Deutschland machte eine Rückkehr Hirschfelds nach Berlin unmöglich. Ein unveröffentlichtes Manuskript von Li beschreibt eine glückliche Studienzeit, in der er auch Sigmund Freud kennen lernte. Hirschfeld lebte zu diesem Zeitpunkt bereits in Zürich im Exil. Li konnte 1932 einen ersten akademischen Erfolg verzeichnen, als er gemeinsam mit Hirschfeld einen Aufsatz auf dem Kongress der Weltliga für Sexualreform in Brno vorstellen konnte. Li’s Vortrag war zum Thema „chinesische Philosophie und Sexualität“ angekündigt. Zwar existiert heute keine Kopie des Aufsatzes, jedoch wird er in einem Bericht des Kongresses als erste ausführliche Debatte zur Intersexualitätsforschung beschrieben. Robert Hichens schrieb später den Roman That Which is Hidden, dessen Hauptfigur Kho Ling dem Zürcher Studenten Li Shiu Tong in vielen Details nachempfunden ist. Der Roman wurde 1939 veröffentlicht.
Zum Zeitpunkt von Hirschfelds Tod 1935 studierte Li in Zürich. Seine Familie versuchte, ihn nach dem plötzlichen Tod des Vaters und ältesten Bruders 1935 zu überreden, nach China zurückzukehren und die Familiengeschäfte zu übernehmen, was Li ablehnte. Zudem hatte Hirschfeld ihn und Karl Giese in seinem Testament als Erben benannt und Li einen Nachlass vermacht, um seine Arbeit fortzuführen. Giese beschrieb Lis Reaktion als panisch vor der Verantwortung, die ihm auferlegt wurde. Li war 28 Jahre alt, hatte sein Medizinstudium noch nicht beendet, keine wissenschaftlichen Aufsätze allein veröffentlicht und kein Institut, auf das er zurückgreifen konnte, als er das Vermächtnis Hirschfelds antrat.

### Nach dem Tod Hirschfelds
Nach einem Jahr in London kehrte er 1936 nach Zürich zurück, um sein Medizinstudium fortzusetzen. Er verließ nach dem Ausbruch des Zweiten Weltkriegs Europa und studierte von 1940 bis 1944 in Harvard, schloss jedoch kein Studium ab. Von Ende 1945 bis 1960 lebte er wieder in Zürich, das zu dieser Zeit den Ruf als vergleichsweise homosexuellentolerante und internationale Großstadt genoss. Unter dem Eindruck zunehmend homosexuellenfeindlicher Stimmung in Zürich (Einführung der Homosexuellen-Register) kehrte er zunächst nach Hongkong zurück, bevor er sich schließlich spätestens 1974 in Vancouver, Kanada niederließ. Auf all seinen Reisen führte er stets persönliche Gegenstände Hirschfelds, wie Tagebücher, Fotografien und die Totenmaske mit sich. Li war bis zu seinem Lebensende unabhängig wohlhabend.
Li Shiu Tong verstarb im Alter von 86 Jahren am 5. Oktober 1993 im St. Paul’s Hospital in Vancouver.

## Nachlass
Sein Bruder übernahm die Aufgabe, Lis Wohnung nach seinem Tod auszuräumen. Dabei entsorgte er viele Gegenstände im Müll, ohne sie genauer zu sichten. Ein Nachbar stolperte darüber und fischte einige Dinge aus den Mülltonnen, die er für wertvoll hielt: Fotografien, ein Tagebuch, Notizen, Briefe, Ausgaben des französischen Magazins Voilá und auch Hirschfelds Totenmaske, die Li seit 1935 bei sich behalten hatte.
Acht Jahre später entdeckte der Wissenschaftler und LGBT-Aktivist Ralf Dose im Internet einen Beitrag zu den Gegenständen. Dose hatte zuvor bereits zu Hirschfeld und dem Institut für Sexualwissenschaft geforscht und reiste nach Kanada, um die Überreste von Lis Nachlass zu sichern. Außerdem erhielt er Bücher, die Li gehört hatten, von dessen Bruder, der erklärte, er habe sie behalten, da Li sein Leben riskiert hatte, um sie aus Deutschland herauszubringen.

## Sexualwissenschaftliche Perspektiven
In den 1980ern begann Li ein Buch, dessen Manuskript mit nur 16 Seiten und vielen losen Notizen unvollständig war. Darin rekapituliert er die letzten 50 Jahre seiner Arbeit für die Sexualwissenschaft unter dem Arbeitstitel (bzw. Entwurf eines Inhaltsverzeichnisses) “The Institute of S. Science in Berlin/Long introduction/Story (mixed with science) the whole book” (Übersetzung: “Das Institut für S. [Sexualwissenschaft] in Berlin/Lange Einleitung/Geschichte (vermischt mit Wissenschaft) das gesamte Buch”). Das Manuskript legt nahe, dass es als psychologischer Thriller mit wissenschaftlichen Einflüssen konzipiert war und auf dem gemeinsamen Leben von Li und Hirschfeld basieren sollte. Er beschreibt, wie er vor den Nazis aus Deutschland flüchten musste, die Informationen über das Sexualleben von ausländischen Personen sammelten, um diese zur Erpressung zu nutzen. Seine Liebesbeziehung zu Hirschfeld spricht er nicht explizit an, beschreibt jedoch seine Reisen und Forschungsergebnisse nach Hirschfelds Tod.
So definiert er Geschlecht nicht als absolut, sondern als Spektrum, und postuliert, dass es um die 14 verschiedene sexuelle Orientierungen gebe, deren Verteilung er wie folgt benennt: 40 % der Menschheit seien bisexuell, 30 % heterosexuell, 20 % homosexuell und die letzten 10 % verteilt er auf verschiedene Fetische wie Masochismus und Sadismus. Er spricht sich zudem für die Dekriminalisierung von Homosexualität aus und beschreibt sogenannte sexuelle Minderheiten als natürlich. Anders als Hirschfeld beschreibt er Homosexualität jedoch nicht als angeboren, sondern durch das soziale Umfeld geprägt. Kinder würden Bindungen zu Erwachsenen aufbauen, die ihnen Zuneigung zeigen, was wiederum die sexuelle Entwicklung beeinflusse. Jungen, die sich an einer männlichen Bezugsperson orientierten, entwickelten sich homosexuell und gleiches gelte für Mädchen, die sich an einer weiblichen Bezugsperson orientierten. Diese Entwicklung hätte natürliche Gründe, um einer Überbevölkerung entgegenzuwirken. Hier unterscheidet sich Lis Theorie stark von Hirschfeld, der Homosexualität als Phänomen beschrieb, das es durch alle Zeitalter gegeben habe, statt sich erst später zu entwickeln. Li spricht sich auch für ein Adoptionsrecht für gleichgeschlechtliche Paare, die elternlose Kinder aufnehmen könnten, aus. Ein besonderes Interesse zeigt er an transgeschlechtlichen Menschen. Er schreibt, dass es weitaus mehr trans Menschen gebe als bisher angenommen, und beschreibt, wie ihn nach Hirschfelds Tod mehrere Menschen angesprochen und ihn um die Ausstellung von Transvestitenscheinen gebeten hatten.